# Miss World 2018
Miss World 2018 – 68. wybory Miss World. Gala finałowa odbyła się 8 grudnia 2018 w Sanya City Arena w Sanya, Chiny. Miss World została reprezentantka Meksyku Vanessa Ponce. 
Polskę reprezentowała Agata Biernat.

## Rezultaty
| Tytuł           | Laureatka |
| --------------- | --- |
| Miss World 2018 | Meksyk – Vanessa Ponce |
| I Wicemiss      | Tajlandia – Nicolene Pichapa Limsnukan |
| Top 5           | Białoruś – Maria Vasilevich · Jamajka – Kadijah Robinson · Uganda – Quiin Abenakyo |
| Top 12          | Francja – Maëva Coucke · Martynika – Larissa Segarel · Mauritius – Murielle Ravina · Nepal – Shrinkhala Khatiwada · Nowa Zelandia – Jessica Tyson · Panama – Solaris Barba · Szkocja – Linzi McLelland |
| Top 30          | Bangladesz – Jannatul Ferdous · Barbados – Ashley Lashley · Belgia – Angeline Flor Pua · Chile – Anahi Hormazabal · Chiny – Mao Peirui · Indie – Anukreethy Vas · Indonezja – Alya Nurshabrina · Irlandia Północna – Katharine Walker · Japonia – Kanako Date · Malezja – Larissa Ping · Nigeria – Anita Ukah · Południowa Afryka – Thulisa Keyi · Rosja – Natalja Strojewa · Singapur – Vanessa Peh · Stany Zjednoczone – Marisa Butler · Wenezuela – Veruska Ljubisavljević · Wietnam – Trần Tiểu Vy · Wyspy Cooka – Reihana Koteka-Wiki |

### Kontynentalne Królowe Piękności
| Tytuł               | Laureatka                              |
| ------------------- | -------------------------------------- |
| Miss Afryki         | Uganda – Quiin Abenakyo                |
| Miss Ameryki        | Panama – Solaris Barba                 |
| Miss Azji i Oceanii | Tajlandia – Nicolene Pichapa Limsnukan |
| Miss Europy         | Białoruś – Maria Vasilevich            |
| Miss Karaibów       | Jamajka – Kadijah Robinson             |

### Nagrody specjalne
| Tytuł                                   | Laureatka                                             |
| --------------------------------------- | ----------------------------------------------------- |
| Miss Multimediów                        | Nepal – Shrinkhala Khatiwada                          |
| Miss Top Model                          | Francja – Maëva Coucke                                |
| Miss Sportu                             | Stany Zjednoczone – Marisa Butler                     |
| Miss Talent                             | Japonia – Kanako Date                                 |
| Miss Piękna z Przesłaniem               | Nepal – Shrinkhala Khatiwada                          |
| Globalne Głosowanie                     | Tajlandia – Nicolene Pichapa Limsnukan                |
| Nagroda World Fashion Designer          | Chiny – Mao Peirui · Południowa Afryka – Thulisa Keyi |
| Nagroda Sanya Tourism Promotional Video | Kenia – Finali Galaiya                                |

## Lista kandydatek
| Państwo                    | Kandydatka                 | Wiek | Miasto rodzinne        |
| -------------------------- | -------------------------- | ---- | ---------------------- |
| Albania                    | Nikita Preka               | 22   | Lezhë                  |
| Anglia                     | Alisha Cowie               | 19   | Newcastle upon Tyne    |
| Angola                     | Nelma Ferreira             | 20   | Luanda                 |
| Argentyna                  | Victoria Soto              | 25   | Concepción del Uruguay |
| Armenia                    | Arena Zeynalyan            | 25   | Erywań                 |
| Aruba                      | Nurianne Arias             | 24   | Oranjestad             |
| Australia                  | Taylah Cannon              | 23   | Melbourne              |
| Austria                    | Izabela Ion                | 24   | Bregencja              |
| Bahamy                     | Brinique Gibson            | 22   | New Providence         |
| Bangladesz                 | Jannatul Ferdous Oishee    | 18   | Pirojpur               |
| Barbados                   | Ashley Lashley             | 19   | Bridgetown             |
| Belgia                     | Angeline Flor Pua          | 23   | Antwerpia              |
| Belize                     | Jalyssa Arthurs            | 18   | Santa Elena            |
| Białoruś                   | Maria Vasilevich           | 21   | Mińsk                  |
| Boliwia                    | Vanessa Vargas             | 22   | Cochabamba             |
| Bośnia i Hercegowina       | Anđela Paleksić            | 20   | Sarajewo               |
| Botswana                   | Moitshepi Elias            | 24   | Gaborone               |
| Brazylia                   | Jéssica Carvalho           | 22   | Parnaíba               |
| Brytyjskie Wyspy Dziewicze | Yadali Thomas Santos       | 22   | Tortola                |
| Bułgaria                   | Kalina Miteva              | 19   | Sofia                  |
| Chile                      | Anahi Hormazabal           | 19   | Santiago               |
| Chiny                      | Mao Peirui                 | 26   | Yinchuan               |
| Chorwacja                  | Ivana Mudnić Dujmina       | 17   | Dubrownik              |
| Curaçao                    | Nazira Colastica           | 18   | Willemstad             |
| Cypr                       | Andriánna Fiakká           | 19   | Nikozja                |
| Czarnogóra                 | Natalija Glušcević         | 18   | Podgorica              |
| Czechy                     | Kateřina Kasanová          | 19   | Praga                  |
| Dania                      | Tara Jensen                | 18   | Hvidovre               |
| Dominikana                 | Denise Romero              | 24   | Salvaleón de Higüey    |
| Egipt                      | Mony Helal                 | 26   | Kair                   |
| Ekwador                    | Nicol Ocles                | 21   | Pimampiro              |
| Etiopia                    | Soliyana Abayneh           | 22   | Addis Abeba            |
| Filipiny                   | Katarina Rodriguez         | 26   | Davao                  |
| Finlandia                  | Jenny Lappalainen          | 23   | Helsinki               |
| Francja                    | Maëva Coucke               | 24   | Ferques                |
| Ghana                      | Nana Ama Benso             | 23   | Akra                   |
| Gibraltar                  | Star Farrugia              | 22   | Gibraltar              |
| Grecja                     | Maria Lepida               | 20   | Patras                 |
| Gruzja                     | Nia Tsivtsivadze           | 24   | Tbilisi                |
| Guam                       | Gianna Sgambelluri         | 18   | Hagåtña                |
| Gujana                     | Ambika Ramraj              | 19   | Georgetown             |
| Gwadelupa                  | Morgane Thérésine          | 22   | Le Gosier              |
| Gwatemala                  | Elizabeth Gramajo          | 22   | Gwatemala              |
| Gwinea Bissau              | Rubiato Nhamajo            | 23   | Bafatá                 |
| Gwinea Równikowa           | Silvia Adjomo Ndong        | 20   | Malabo                 |
| Haiti                      | Stephie Morency            | 26   | Port-au-Prince         |
| Hiszpania                  | Amaia Izar                 | 21   | Agoitz                 |
| Holandia                   | Leonie Hesselink           | 26   | Amsterdam              |
| Honduras                   | Dayana Sabillón            | 23   | Siguatepeque           |
| Hongkong                   | Wing Wong                  | 25   | Kowloon                |
| Indie                      | Anukreethy Vas             | 19   | Tiruchirappalli        |
| Indonezja                  | Alya Nurshabrina           | 22   | Bandung                |
| Irlandia                   | Aoife O'Sullivan           | 23   | Bandon                 |
| Irlandia Północna          | Katharine Walker           | 23   | Belfast                |
| Islandia                   | Erla Ólafsdóttir           | 24   | Reykjavík              |
| Jamajka                    | Kadijah Robinson           | 23   | Saint Elizabeth Parish |
| Japonia                    | Kanako Date                | 21   | Tokio                  |
| Kajmany                    | Kelsie Woodman Bodden      | 22   | Grand Cayman           |
| Kamerun                    | Aimee Caroline Nseke       | 22   | Jaunde                 |
| Kanada                     | Hanna Begovic              | 19   | Toronto                |
| Kazachstan                 | Ekaterina Dvoretskaya      | 20   | Atyrau                 |
| Kenia                      | Finali Galaiya             | 24   | Nairobi                |
| Kolumbia                   | Laura Osorio               | 22   | Medellín               |
| Korea Południowa           | Bo Ah Cho                  | 25   | Seul                   |
| Laos                       | Kadoumphet Xaiyavong       | 21   | Oudomxay               |
| Lesotho                    | Rethabile Thaathaa         | 21   | Maseru                 |
| Liban                      | Mira Al-Toufaily           | 26   | Bejrut                 |
| Luksemburg                 | Cassandra Lopes Monteiro   | 18   | Luksemburg             |
| Łotwa                      | Daniela Gods-Romanovska    | 21   | Ryga                   |
| Madagaskar                 | Miantsa Randriambelonoro   | 20   | Antananarivo           |
| Malezja                    | Larissa Ping Liew          | 19   | Lutong                 |
| Malta                      | Maria Ellul                | 24   | Valletta               |
| Martynika                  | Larissa Segarel            | 20   | Fort-de-France         |
| Mauritius                  | Murielle Ravina            | 22   | Port Louis             |
| Meksyk                     | Vanessa Ponce              | 26   | Meksyk                 |
| Mjanma                     | Han Thi                    | 21   | Rangun                 |
| Mołdawia                   | Tamara Zareţcaia           | 21   | Kiszyniów              |
| Mongolia                   | Erdenebaatar Enkhriimaa    | 21   | Ułan Bator             |
| Nepal                      | Shrinkhala Khatiwadaf      | 23   | Hetauda                |
| Niemcy                     | Christine Keller           | 24   | Düsseldorf             |
| Nigeria                    | Anita Ukah                 | 23   | Owerri                 |
| Nikaragua                  | Yoselin Gómez Reyes        | 23   | Boaco                  |
| Norwegia                   | Madelen Michelsen          | 19   | Oslo                   |
| Nowa Zelandia              | Jessica Tyson              | 25   | Auckland               |
| Panama                     | Solaris Barba              | 19   | Panama                 |
| Paragwaj                   | Maquenna Gaiarín           | 22   | Asunción               |
| Peru                       | Clarisse Uribe             | 22   | Chincha Alta           |
| Polska                     | Agata Biernat              | 28   | Zduńska Wola           |
| Południowa Afryka          | Thulisa Keyi               | 26   | East London            |
| Portoryko                  | Dayanara Martínez          | 25   | Canóvanas              |
| Portugalia                 | Carla Rodrigues            | 25   | Lizbona                |
| Rosja                      | Natalya Stroeva            | 19   | Irkuck                 |
| Rwanda                     | Liliane Iradukunda         | 19   | Western Province       |
| Salwador                   | Metzi Solano               | 27   | Salwador               |
| Senegal                    | Aïssatou Filly             | 22   | Dakar                  |
| Serbia                     | Ivana Trišić               | 24   | Belgrad                |
| Sierra Leone               | Sarah Laura Tucker         | 24   | Bonthe                 |
| Singapur                   | Vanessa Peh                | 23   | Singapur               |
| Słowacja                   | Dominika Grecová           | 20   | Bratysława             |
| Słowenia                   | Lara Kalanj                | 18   | Lublana                |
| Sri Lanka                  | Nadia Gyi                  | 18   | Kolombo\               |
| Stany Zjednoczone          | Marisa Butler              | 24   | Standish               |
| Sudan Południowy           | Florence Thompson          | 19   | Juba                   |
| Szkocja                    | Linzi McLelland            | 24   | East Kilbride          |
| Tajlandia                  | Nicolene Pichapa Limsnukan | 20   | Bangkok                |
| Tanzania                   | Queen Elizabeth Makune     | 22   | Dar es Salaam          |
| Trynidad i Tobago          | Ysabel Bisnath             | 26   | Port-of-Spain          |
| Turcja                     | Sevval Sahin               | 19   | Stambuł                |
| Uganda                     | Quiin Abenakyo             | 22   | Mayuge                 |
| Ukraina                    | Leonila Guz                | 19   | Chersoń                |
| Walia                      | Bethany Harris             | 20   | Newport                |
| Wenezuela                  | Veruska Ljubisavljević     | 27   | Caracas                |
| Węgry                      | Andrea Szarvas             | 20   | Vésztő                 |
| Wietnam                    | Trần Tiểu Vy               | 18   | Quảng Nam              |
| Włochy                     | Nunzia Amato               | 21   | Naples                 |
| Wyspy Cooka                | Reihana Koteka-Wiki        | 26   | Rarotonga              |
| Zambia                     | Musa Kalaluka              | 20   | Lusaka                 |
| Zimbabwe                   | Belinda Potts              | 21   | Harare                 |